# ワシントン・ミューチュアル
ワシントン・ミューチュアル・インコーポレイテッド（Washington Mutual Inc.、WaMu）は、アメリカ合衆国にかつて存在した企業で、同国最大の貯蓄貸付組合であったワシントン・ミューチュアル・バンク（Washinton Mutual Bank）の持株会社であった。なお、ワシントン・ミューチュアル・バンクの名称に含まれる「ミューチュアル」は、かつて「相互会社」であったこと（すなわち、預金者と借入人が社員）を示すものであるが、その名に反して、1983年に非相互会社化している。

## 歴史

### 住宅ローン問題から経営破綻へ
ワシントン・ミューチュアル・バンクは店頭での充実したサービスやオンラインサービスが高い評価を受けたが、他の大手金融機関と同様に、サブプライムローンを中心に住宅ローンの事業を拡大してきた。しかし、住宅市場が低迷しはじめるとサブプライムローン事業の評価損が増大、やがて一般住宅ローン事業にも飛び火しはじめ、2006年には経営問題が表面化し始めた。この年には住宅ローン部門で4,800万ドルの損失を計上したと発表した。2007年12月にはサブプライムローン事業を切り離し、従業員の削減と株式の配当削減によりコストカットをする計画を発表。2008年7月に発表した第2四半期決算では、30億ドルの純損失が明らかになった。
2008年9月11日（現地時間）にリーマン・ブラザーズが連邦倒産法第11章の適用により事実上の経営破綻をした日、WaMuの顧客は資金を引き揚げ始めた。リーマンの破綻後の10日間での預金の引き出しは167億ドルに上った。株価も下落し、9月25日には2ドル以下になっていた。
2008年9月25日（現地時間）、連邦預金保険公社（FDIC）は、貯蓄金融機関監督局（OTS）がWaMuに対し業務停止を命じるとともに、資産を差し押さえ、入札によりワシントン・ミューチュアル・バンクの事業の大部分をJPモルガン・チェースが19億ドル（日本円で約2000億円）で取得したと発表した。これによりWaMuは事実上の経営破綻をした。